# قاي بي. غاردنر
قاي بي. غاردنر (بالإنجليزية: Guy B. Gardner)‏ هو مدير فني أمريكي، ولد في 18 مارس 1920 في إيدابيل في الولايات المتحدة، وتوفي في 11 ديسمبر 1980 في بونهام في الولايات المتحدة.